# مار مرجانی
مار مرجانی (به انگلیسی: Coral snake) نام مار معمولاً زهرآلودی است که از خانواده مارهای الاپیده می‌باشد. این مارها به دو گروه کلی مارهای مرجانی دنیای قدیم و مارهای مرجانی جهان جدید تقسیم می‌شوند. برخلاف بیشتر مارها که به خوبی در محیط خود استتار هستند، به آسانی قابل دیدن می‌باشد. مارهای مرجانی گوشت‌خوار و روی زمین شکار می‌کنند. در جنگل‌ها به آهستگی به جلو حرکت می‌کنند و گاه‌گاهی سر خود را به زیر برگ‌ها می‌برند و به دنبال جانوران کوچک می‌گردند.
یکی از دلایل شهرت مارهای مرجانی بخاطر علاقه آنها به خوردن مارهای دیگر است و با پنهان شدن زیر برگ‌های نارنجی و قهوه‌ای به کمین مینشینند. 
این مارها از تیره مار کبری بوده و در بیابان‌های مکزیک و آمریکای جنوبی دیده شده‌اند. خصوصاً در شب‌ها خیلی باید در موردشان احتیاط کرد. اما خوشبختانه آنها با انسان کاری ندارند و خوراک‌شان مارهای دیگر است. اما اگر بخواهید یکی از آنها را از روی زمین برداشته و با آن بازی کنید، آگاه باشید که سم آنها یک سم عصب‌گرای قوی است که می‌تواند سیستم عصبی مرکزی شما را فلج کند.

## ابعاد
این مارها کوتاه‌تر و باریک‌تر از مارهای دیگر هستند و اندازه کوچکی دارند ولی گاهی دیده شده است که تا ۳ فوت رشد کرده‌اند.

## طبقه‌بندی
اسم علمی: میکروروس نیگروسینکتوس
اندازه: قد تا ۹۱ سانتیمتر
محل زیست: جنگلهای خشک و مرطوب استوایی
پراکندگی: نواحی مرکزی آمریکا، نواحی شمالی آمریکای جنوبی.
تولیدمثل: ماده در حدود ۱۰ تا ۲۰ تخم می‌گذارد. تخم‌ها بعد از چند هفته می‌شکنند و نوزاد بیرون می‌آید.
رژیم غذایی: قورباغه، مارمولک و مارهای کوچک